# (5095) Escalante
(5095) Escalante es un asteroide perteneciente al cinturón de asteroides, descubierto el 10 de julio de 1983 por Edward Bowell desde la Estación Anderson Mesa (condado de Coconino, cerca de Flagstaff, Arizona, Estados Unidos).

## Designación y nombre
Designado provisionalmente como 1983 NL. Fue nombrado Escalante en honor al destacado profesor de matemáticas de origen boliviano Jaime Escalante, ayudó a muchos estudiantes sin recursos a conseguir superar el curso. En el año 1982, su trabajo en la Escuela Preparatoria Garfield en Los Ángeles atrajo la atención nacional cuando catorce de sus estudiantes aprobaron el examen de matemáticas avanzadas y fueron acusados de tramposos, volviendo a repetir el examen y superándolo nuevamente. En su honor hicieron también una película relatándose tal hecho.

## Características orbitales
Escalante está situado a una distancia media del Sol de 2,431 ua, pudiendo alejarse hasta 2,957 ua y acercarse hasta 1,904 ua. Su excentricidad es 0,216 y la inclinación orbital 14,59 grados. Emplea 1384,79 días en completar una órbita alrededor del Sol.

## Características físicas
La magnitud absoluta de Escalante es 13,3. Tiene 6,431 km de diámetro y su albedo se estima en 0,097.